# Philonotis eurydictyon
Philonotis eurydictyon är en bladmossart som beskrevs av Theodor Carl Karl Julius Herzog 1920. Philonotis eurydictyon ingår i släktet källmossor, och familjen Bartramiaceae. Inga underarter finns listade i Catalogue of Life.